# Herzogiella seligeri
Herzogiella seligeri és una espècie de molsa de la família de les hipnàcies present de Catalunya.

## Característiques
Són plantes gràcils i prostrades que formen catifes laxes de color verd clar o grogós i brillants. Els caulidis atenyen els 2,5 cm de longitud i tenen una secció de 1,5 a 3 mm. Els fil·lidis estan estesos respecte el caulidi, lleugerament complanats. Són ovatolanceolats de 1-2,5 per 0,5-0,9 mm. de mida i presenten un nervi curt i doble tot i que pot ser absent. Els fil·lidis situats a prop de l'àpex del caulidi, són fortament corbats cap a una direcció.
Els marges són serrulats o serrats. Les cèl·lules alars són verdes, quadrades o rectangulars, sovint arrodonides de 17-48 µm per 12-26 µm. Les basals són poroses i les cèl·lules medials són de dimensions més estretes (30-100 per 5-7 µm). És una planta autoica, és a dir que té els arquegonis i anteridis es troben en branquetes separades sobre el mateix individu. Genera abundants càpsules durant la primavera i l'estiu, de color marró clar o vermellós, de forma cilíndrica, fortament arquejada i allargassada de fins 2 - 3,5 mm, inclinada respecte una seta de color marró clar o vermellosa de 1,5-3 cm. L'opercle és cònic i les espores són d'unes 12 - 22 µm.

## Hàbitat i distribució
Espècie que creix en boscos, sobre soques o fusta morta en descomposició de coníferes i alguns planifolis com el castanyer o el vern en zones d'estatge basal fins a 1900 metres d'altitud en molts punts de l'hemisferi nord: Estats Units (Muntanyes Rocoses), Europa i Àsia. A Catalunya és força comuna sobre soques d'avet en boscos de l'Alta Ribagorça, Vall d'Aran o Pallars Sobirà. També s'ha citat la seva presència al Montseny.

## Galeria

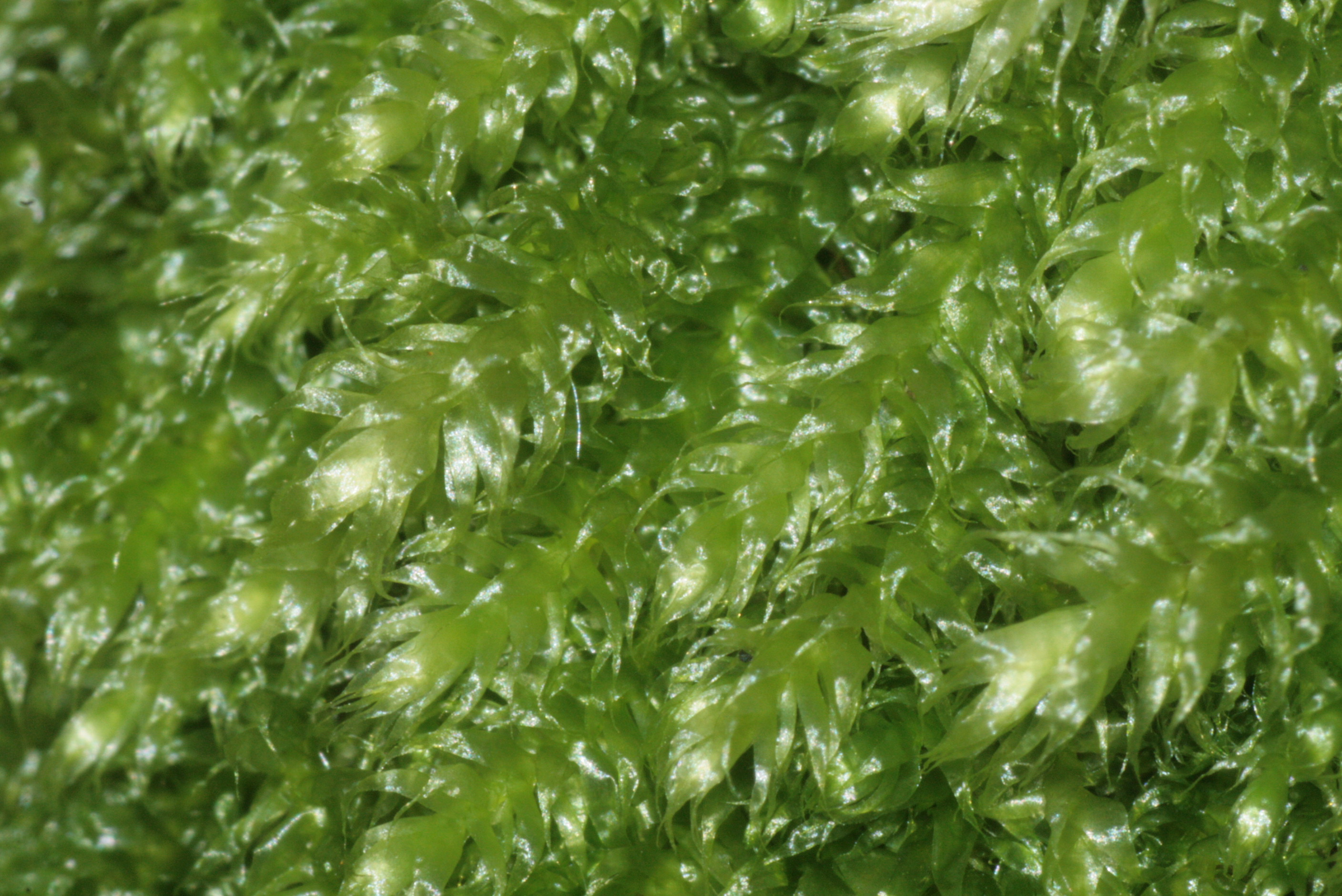
Detall dels caulidis foliats.
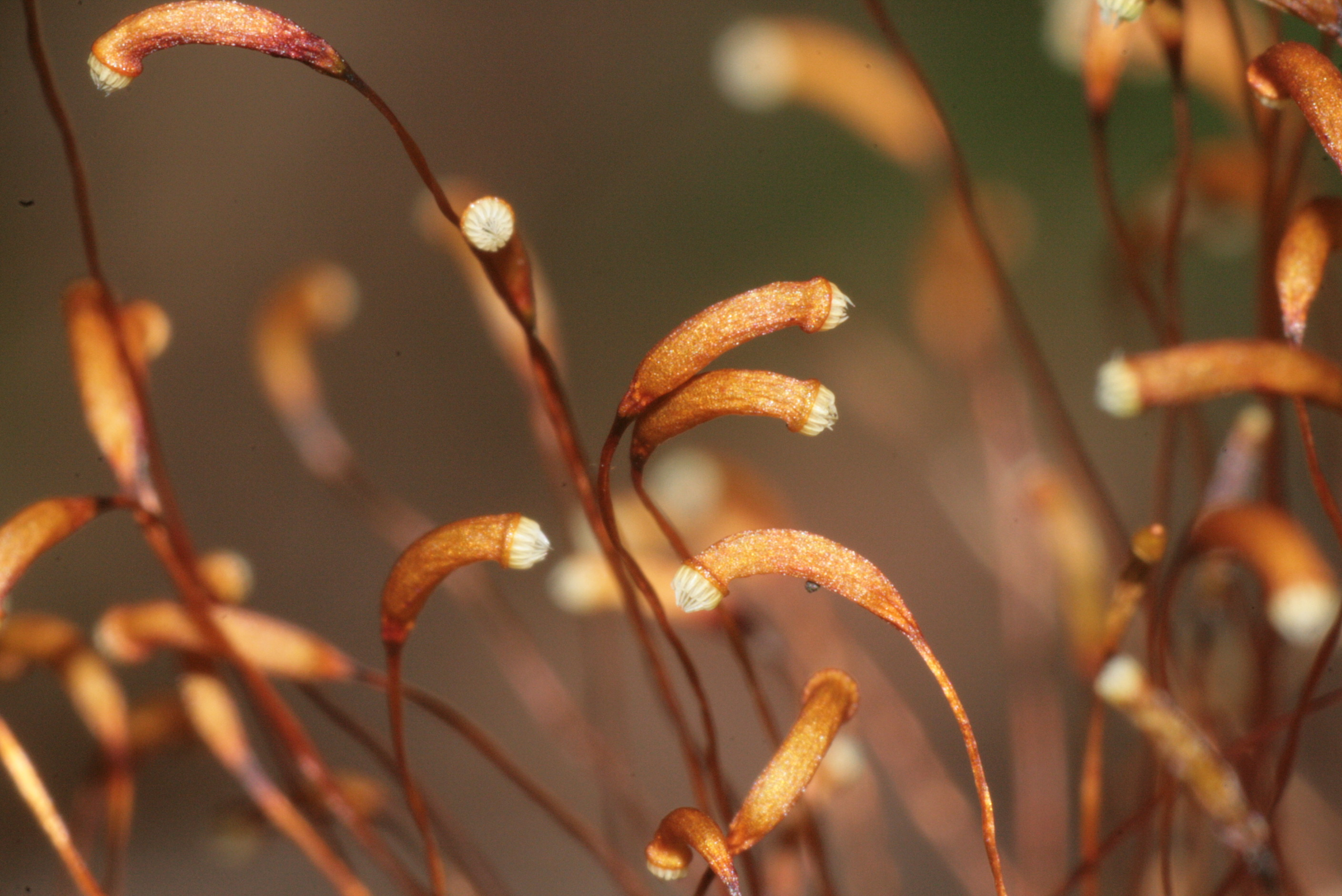
Càpsules en estat madur.
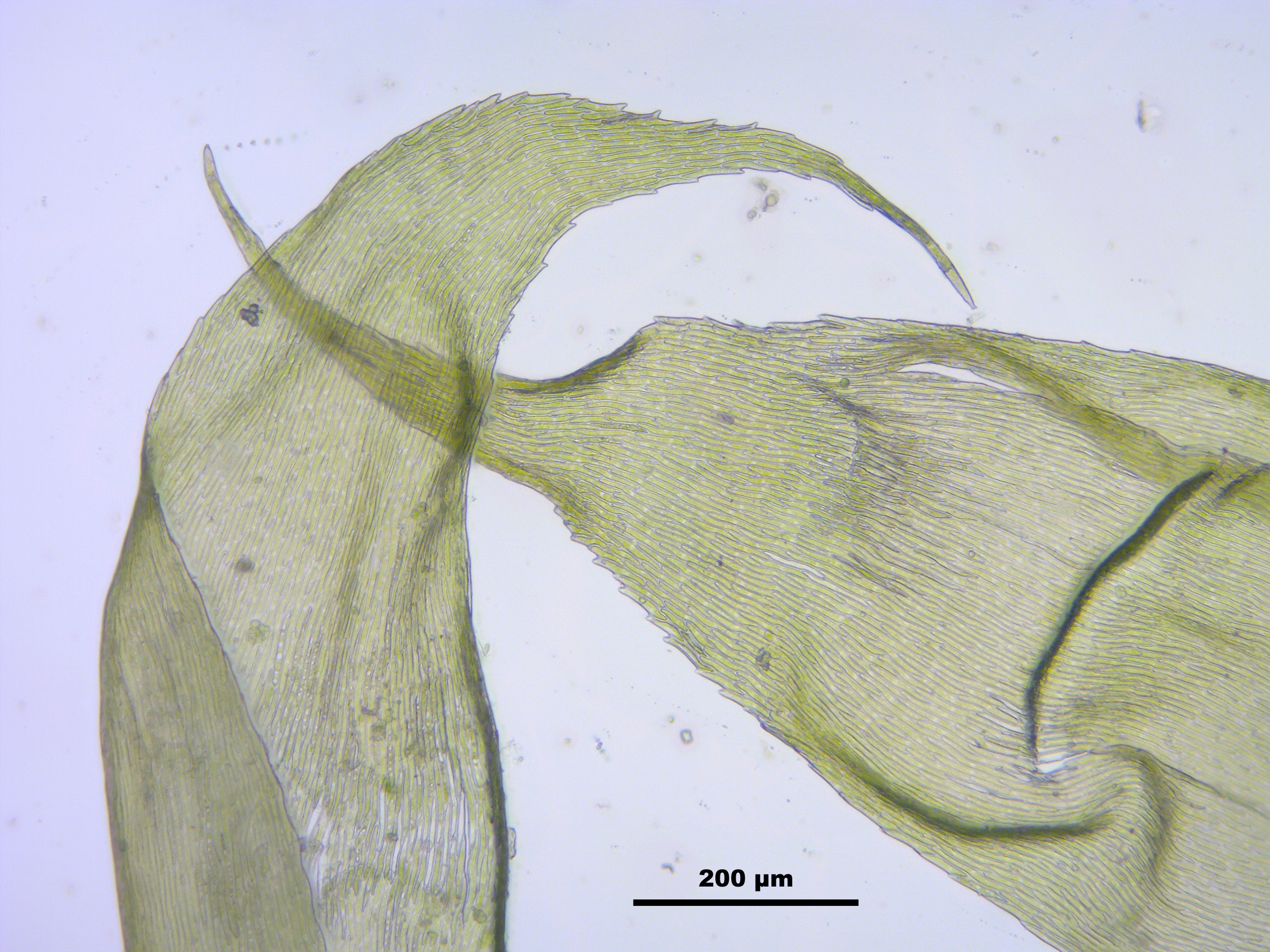
Vista dels fil·lidis en microscopi, s'observa el marge serrulat de la làmina.
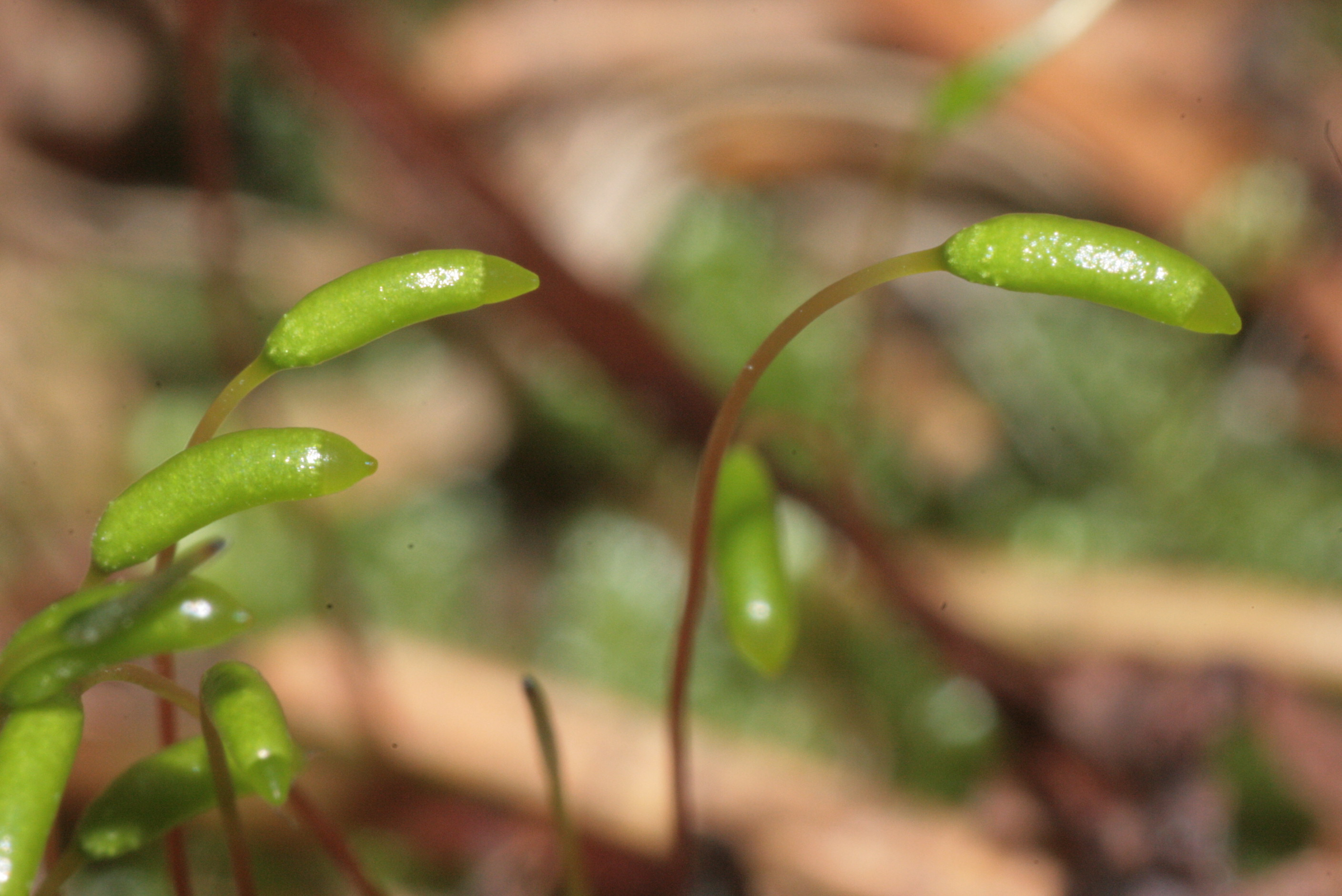
Càpsules immadures.